# Eisenbahnunfall von Tangua
Der Eisenbahnunfall von Tanguá ereignete sich am 6. April 1950 bei Tanguá, Brasilien und forderte 110 Menschenleben. Er wurde durch den Einsturz einer Brücke bei der Überfahrt eines Zuges ausgelöst.

## Ausgangslage
Der Zug der Eisenbahngesellschaft Estrada de Ferro Leopoldina war von Rio de Janeiro nach Vitória unterwegs. Der Zug bestand aus einer Lokomotive und 22 Wagen. Er war aufgrund der Osterferien stark besetzt. In Rio de Janeiro war er nach Mitternacht abgefahren.
Etwa 50 km östlich von Rio de Janeiro führt die Bahnstrecke östlich von Tanguá über den Rio Cãcetibu.

## Unfallhergang
Anhaltende, heftige Regenfälle hatten die Fundamente der Eisenbahnbrücke unterspült. Als die führende Lokomotive die Brücke gegen 1:30 Uhr etwa zur Hälfte überquert hatte, stürzte sie ein. Die Lokomotive und fünf Wagen – zwei davon Gepäckwagen – stürzten in den Fluss, der eine heftige Strömung aufwies. Die übrigen 17 Wagen kamen zum Stehen, bevor sie abstürzen konnten. In den abgestürzten Fahrzeugen befanden sich etwa 200 Menschen. Etwa 90 konnten sich schwimmend retten.

## Folgen
110 Menschen starben, viele davon ertranken, auch weil sie von der Strömung weggerissen wurden. 40 Menschen wurden darüber hinaus verletzt. Das Gelände war sehr unzugänglich, so dass die Rettungsarbeiten stark erschwert waren.